# اعلی‌حضرت

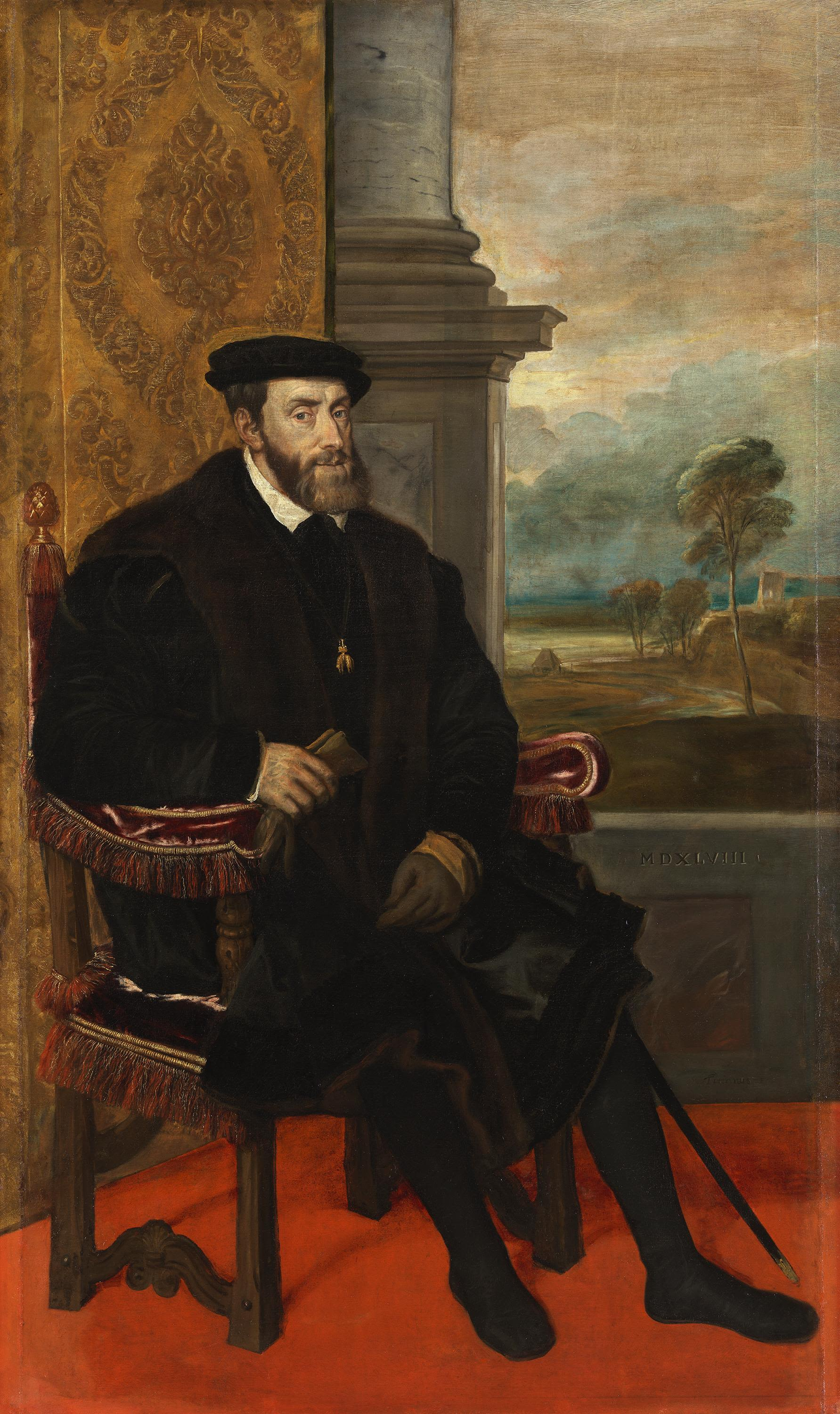
کارل پنجم، نخستین فرمانروایی که از این عنوان استفاده کرد

اعلی‌حضرت یا علیاحضرت (انگلیسی: His/Her Majesty، برگرفته از واژهٔ لاتین maiestas به معنای «عظمت») که اعلی‌حضرت/علیاحضرت همایونی نیز گفته می‌شود، عنوانی است که در خطاب به بسیاری از فرمانروایان، به ویژه پادشاهان و ملکه‌های حاکم به کار می‌رود. در کشورهایی که از این عنوان استفاده می‌شود، مقام و سبک خطابِ اعلی‌حضرت از والاحضرت بالاتر، اما از اعلی‌حضرت امپراتور پایین‌تر است. برای اشاره به سایر افراد بلندپایه خانواده سلطنتی معمولاً از لقب والاحضرت استفاده می‌شود. در زمان ساسانیان از لقب مشابه شما بغان (آوانویسی: ašma bayān) به معنای خدایگان استفاده می‌شد. واژهٔ Majesty در بسیاری از زبان‌های دیگر، به‌ویژه زبان‌های اروپایی، معادل‌هایی دارد.

## خاستگاه
در دوران جمهوری روم، واژهٔ لاتین maiestas یک اصطلاح حقوقی بود که به مقام والا و شأن عالی دولت اطلاق می‌شد؛ جایگاهی که باید بر همه‌چیز مقدم شمرده می‌شد و احترام به آن ضروری بود. این مفهوم چنان اهمیت داشت که نقض آن در قالب جرمی مستقل، با عنوان laesa maiestas (در حقوق فرانسه و انگلیسِ متأخر: lèse-majesté) تعریف شده بود؛ یعنی «توهین به مقامِ عالی دولت».
اقداماتی مانند برگزاری جشن در روز عزای عمومی، بی‌احترامی به آیین‌های رسمی دولت، یا خیانت در گفتار یا رفتار، به عنوان جرم علیه شأن جمهوری روم تلقی می‌شد و قابل مجازات بود. اما با آغاز دوران امپراتوری روم، معنای maiestas دگرگون شد و به توهین به شأن امپراتور اشاره داشت؛ یعنی حرمت شخص امپراتور، به عنوان نماد اقتدار دولت، جایگزین جایگاه جمهوری شد.